# Енріке Есоно
Енріке Есоно Лоттар Еянг (ісп. Enrique Esono Lotar Eyang; нар. 17 жовтня 2003, Малабо, Екваторіальна Гвінея) — екваторіальногвінейський футболіст, правий вінґер житомирського «Полісся».

## Клубна кар'єра
Народився в Малабо, батько - німець, мати - з Екваторіальної Гвінеї. З юних років проживав в Іспанії, де на юнацькому рівні грав за «Берсіаль», «Уніон Карраскаль» та «Фуенлабрада». На почтаку липня 2022 року перейшов до «Вільяфранки», а на початку липня наступного року — перебрався до «Ернана Кортеса», за який провів 2 поєдинки у кубку Іспанії. З липня 2024 року перебував без клубу.
На початку січня 2025 року перейшов до «Полісся», але одразу ж був переведений до резервної команди житомирян.

## Кар'єра в збірній
8 квітня 2021 року дебютував за молодіжну збірну Екваторіальної Гвінеї.